# Nationaal park Indre Wijdefjorden
Nationaal park Indre Wijdefjorden (Noors: Indre Wijdefjorden nasjonalpark) is een nationaal park op Spitsbergen in Noorwegen. Het park werd opgericht in 2003 en is 1127,18 vierkante kilometer groot. Het park beschermt de fjordwateren en de Arctische steppevegetatie errond. Op de Arctische steppe groeien endemische planten, zoals Puccinellia svalbardensis, Gentianella tenella en Kobresia simpliciuscula.
Het park ligt in het zuidelijk deel van het Wijdefjord (inclusief Austfjorden en Vestfjorden) in de landstreken Nieuw-Friesland, Dickson Land en Andrée Land.